# 大阪再発見バラエティ 八光のじもとモット!
『八光のじもとモット!』（はちみつのじもとモット!）は、2012年9月29日から、テレビ大阪で毎月第２土曜日の15:00 - 16:00（JST）に放送されているロケバラエティ番組。月亭八光の冠番組である。

## 概要
落語家・タレントの月亭八光が、毎月吉本興業のお笑い芸人をゲストに迎え、地元出身地の探訪を散策していく楽しむ番組である。

## 出演者
- 月亭八光

## スタッフ
- ナレーション：大木こだま
- 編成：山田侑加理（テレビ大阪）
- 番組宣伝：世古裕一（テレビ大阪）
- 撮影：岸克二（イングス）前田昌彦・小塩友英（共にトラッシュ）
- 音声：梶巻久仁彦（トラッシュ）
- 編集：柴田展子（イングス）
- MA：松阪史高（戯音工房）
- ロケサービス：WITH YOU
- 演出：繁澤公（江戸堀本舗）
- プロデューサー：船橋裕士（テレビ大阪）、田尻麻衣（よしもとクリエイティブ・エージェンシー）、磯田貴彦（江戸堀本舗）
- 協力：イングス、江戸堀本舗
- 制作協力：吉本興業
- 製作著作：テレビ大阪

### 過去のスタッフ
- 編成：瀬川玲子（テレビ大阪）
- 番組宣伝：福本満美子（テレビ大阪）
- プロデューサー：白神修二（よしもとクリエイティブ・エージェンシー）
- リサーチ：萩原誓紀・藤本邦洋（共に萩原芳樹事務所）

## ネット局
単発放送
- びわ湖放送 - 2013年1月にトミーズ健ゲストの回、4月21日には石田靖の回を放送。